# Ken Vandermark
Ken Vandermark (22 de septiembre de 1964, Warwick, Rhode Island) es un compositor, saxofonista y clarinetista estadounidense de jazz contemporáneo.
Incardinado, como uno de sus principales valores, en la escena del jazz de Chicago desde los años 1990, Vandermark formó parte, en ocasiones ejerciendo como líder, de diversas bandas locales, colaborando con un buen número de músicos, y obteniendo en 1999 el Premio MacArthur Fellowship. Toca el saxo tenor, el clarinete y el clarinete bajo; alrededor del año 2000, añadió el saxo barítono, especialmente cuando toca en grandes formaciones. Ha sido miembro, también, del NRG Ensemble.

## Historial

### Boston y Montreal
Vandermark creció en Massachusetts, tocando en varios grupos de la McGill University, en Montreal, a partir de 1986. Autodidacta, realizó no obstante estudios intermitentes con George Garzone, a comienzos de los años 1980.  De vuelta a Boston tras su graduación, co-lideró varios grupos (incluidos Lombard Street y Mr. Furious), a la vez que realizaba arreglos y composiciones para otras bandas de la zona (The Fringe, Joe Morris Trio...).

### Chicago
Vandermark se trasladó a Chicago en otoño de 1989.  Desde entonces, ha tocado y grabado con un gran número de músicos de la escena local: Hal Russell, Paal Nilssen-Love, Hamid Drake, Fred Anderson, David Stackenäs, Paul Lytton, Joe Morris, Ab Baars, The Ex, Marcin Oles, Axel Doerner, Mats Gustafsson, Bartlomiej Oles, Wolter Wierbos, Joe McPhee, Zu, Peter Brötzmann, Fredrik Ljungkvist, Paul Lovens, Lasse Marhaug, Yakuza, Kevin Drumm, Superchunk, y otros.  Consiguió el aprecio generalizado por su trabajo con el NRG Ensemble, desde 1992 a 1996. Figuró como miembro, temporalmente, en diversos grupos: Witches and Devils, Flying Luttenbachers, DKV Trio, Free Fall, Territory Band, CINC, Sonore, Vandermark 5, The Free Music Ensemble, School Days, Sound in Action Trio, Steam, y Powerhouse Sound.
Formó parte también de "The Joe Harriott Project", una banda de breve vida, creada en 1998 y compuesta por Ken Vandermark (saxos), Jeb Bishop (trombón), Kent Kessler (bajo), y Tim Mulvenna (batería).  La banda tocaba la música de Joe Harriott, transcrita y arreglada por Vandermark. En 2002, Vandermark grabó Furniture Music, su primer disco como solista sin acompañamiento.
Con su grupo "Vandermark 5", realizó un gran número de arreglos sobre temas de Sonny Rollins, Joe McPhee, Cecil Taylor, y otros músicos de jazz. Vandermark es el objeto de Musician (2007), una de las series documentales de Daniel Kraus sobre oficios contemporáneos.